# 仮面ライダーV3 (キャラクター)
- 仮面ライダーシリーズ > 仮面ライダーV3 (キャラクター)
  - 仮面ライダーV3 > 仮面ライダーV3 (キャラクター)
  - 仮面ライダー THE NEXT > 仮面ライダーV3 (キャラクター)

仮面ライダーV3（かめんライダーブイスリー）は、特撮テレビドラマ『仮面ライダーV3』に登場する架空のキャラクター。以降の「仮面ライダーシリーズ」での作品に登場した内容や、その正体となる風見志郎（かざみ しろう）についても記述する。

## 概要
『仮面ライダーV3』の主役ライダー。歴代ライダーの中でも客演数が多く、新旧ライダーの「橋渡し」としての活躍も多い。多くの作品に素顔の風見志郎の姿で登場し、変身後のみの登場だった『仮面ライダー (スカイライダー)』第23話や劇場版『仮面ライダースーパー1』、映画『オーズ・電王・オールライダー レッツゴー仮面ライダー』でも宮内洋が声を充てている。
映画『仮面ライダー THE NEXT』ではリメイク版が登場した。

## 仮面ライダーV3

### テレビシリーズの仮面ライダーV3
名前の由来は、「勝利（Victory）」を意味する「V」と、ライダー3号としての「3」を合わせている。
1号ライダーの技と2号ライダーの力を象徴するダブルタイフーンを装備し、ダブルライダーの変身ポーズを組み合わせたポーズと「変身！V3！」の掛け声でベルト中央の風車が回転し、風力を吸収することでベルト横のエナージ・コンバーターによってエネルギーに転換・蓄積され、人工筋肉を通じて供給され、各機能を起動させ、変身が完了する。変身所要時間は4秒。ただし、第1・2話ではポーズを取った後に胸の前で手を交差するアクションが加えられていた。戦闘開始時は左右の指先でそれぞれVと3の字を作りながら、右前腕を地面と垂直に立てつつ右手の甲を敵に向け、左手指先は右肘に当てながら左前腕を胸の前で水平に組んで、左右の前腕同士で90度に交差したラインを作るという独特のファイティング・ポーズを決めるのが通例であった。
能力
V3は高い戦闘能力があり、1号・2号同様にジャンプ力とキック力が基本である。右側のタイフーンが1号の特性である技の能力を作動させ、左側のタイフーンが2号の特性である力の能力を作動させる。また、改造手術で組み込まれた多くの装置・ギミックや必殺技は「V3・26の秘密」と称されている。しかし、改造手術の直後にダブルライダーが姿を消したために多くの能力を知らないまま戦うことになった。そのため、初期は苦戦することも多かったが、特訓や怪人との戦闘を通じて「26の秘密」の一つ一つが解明され、戦力を向上させていった。26の秘密の半数程度は劇中未使用に終わっている。初披露されたのは2話でのテレパシー、最後に披露されたのは21話の細胞強化装置である。必殺技はV3キックおよびそのバリエーションが多く、きりもみキックや回転三段キックなど26の秘密以外の技も多用している。また、『仮面ライダー (スカイライダー)』では新たな技「空中四の字固め」を披露している。
また「4つの弱点」も存在している。劇中で確認されたのは「逆ダブルタイフーンを使うと3時間変身不能になる」ことのみである。残りの3つについては「V3バリヤーで耐えられる電圧は100万ボルトまで、砂地での戦いが苦手、深海1万メートル級の高圧力には耐えられない」との雑誌設定がある。一方で、総集編ビデオ『仮面ライダーメモリアル』では、「残り三つは明らかではない」旨が語られている。ただし、「砂地での戦いが苦手」という点は第3話劇中でイカファイアに指摘されており、実際に脚力を効率良く使えず苦戦する場面が描かれている。他の弱点としては第3話にてダブルタイフーンを塞がれると能力が低下することが暴かれ、一度敗北している他、強力な磁束を浴びると補助用電子頭脳に悪影響が出て活動力が低下する点が第13話劇中で明示されている。

デザイン・造型
デザイン上はトンボをモチーフとしている。ボディはラガーマンをイメージしている。
彩色は、1号・2号ライダーがその頭部（顔）については緑色の地の色と赤い目を採用していたのに対し、これを逆転させて朱色の地の色に緑色の目を採用した。顔の中央にある白い部分はドクロをイメージしており、白ベースに銀の汚しを入れている。ボディカラーには、1号・2号の黒色に対して、明るい緑色を採用。1号・2号に比べると全体の色彩トーンは明るめになっている。雑誌『テレビマガジン』の仮面ライダーシリーズ編集担当であった講談社の加賀博義は、V3の衣裳の色は加賀が現場で着ていた緑色のジャンパーを参考にしていると証言している。
首廻りの白い襟は、仮面ライダー1号・2号ではよく見受けられた、頭部ヘルメットマスクの後ろから覗くスーツアクターの後ろ髪を隠すためのデザインであった。これに伴い、マフラーも左右セパレート式となり、左右のそれぞれの肩から背中に向けて計2本の白いマフラーが流れる形になっている。
石ノ森章太郎による検討用デザインは、1号・2号のデザインをアレンジするところから始まり、「V」や「X」を顔のデザインに取り入れて完成デザインに至っている。このうち「X」をモチーフとしたラフデザインは、後に『イナズマン』の準備案である『パピヨンZ』の検討用デザインとして再利用された。
頭部の粘土原型はエキスプロダクションの前澤範が担当した。マスク全体はFRPで制作されたが、安定させることが難しいため、下顎はラテックスで造られた。また当時はFRPの強度に信用がなかったため、破損してもスーツアクターが負傷しないよう内側に天竺木綿が貼られていた。
最初の型抜きでは古いシリコン樹脂を使用したため硬化せず、第1回撮影会の前日に突貫で作りなおされた。
放送開始前の第1回撮影会では、コンバーターラングが完成していない状態で撮影された。第2回撮影会ではコンバーターラングは2段のみで色も緑色であった。資料ではそれぞれ「第1NG」「第2NG」と称されている。
石ノ森は後年「帰ってきたV3」と表記したリメイクデザイン案を描いている。フィギュアシリーズS.I.C.のVOL9仮面ライダーV3では差し替えによりこの形態を再現することが可能である。

制作関連
企画段階では世間に定着した「仮面ライダー＝ライダーキック」というイメージを払拭するためにキック以外を必殺技に用いることが検討された。最終的にはキックを用いることになるがキック技に多彩なバリエーションを持たせることとなり、検討されたアイデアの幾つかは「26の秘密」に活かされている。
また、『仮面ライダー』中期に企画された案では、「ダブルライダーが操るアンドロイド」という設定であった。
ストーリーに連続性を持たせるため「26の秘密」が用意されたが、「26の秘密」を明かすためにV3がピンチになるという展開がV3が弱いというイメージを視聴者に与えることとなり、すべてを紹介しないまま自然消滅することとなった。
アクションはスピード感とスマートさが強調され、トランポリンも使用頻度が高くなった。

### 『THE NEXT』の仮面ライダーV3
ショッカーのナノロボットによって改造された風見志郎が変身する仮面ライダー。能力は1号および2号を遥かに上回っており、劇中では苦戦の描写すらない圧倒的な強さを誇り、まともに戦える相手もほとんど存在しなかった。高熱の火炎に対する耐性や銃弾をも跳ね返す頑強さが付与された特殊強化服となっており、最大の特徴であるベルトのダブルタイフーンは、中央部分の2つのダイナモに風圧を受けることで変身し、周囲の風や熱のエネルギーを吸収し、V3自体の力に変換させる。また、炎をタイフーンの風車に吸収させることで、体に纏わせて攻撃することも可能。なお、本作品でのV3の意味は、旧『仮面ライダーV3』における「勝利（Victory）」と「仮面ライダー3号」を組み合わせたものとは異なり、「仮面ライダー1号・2号を凌駕した力を与えられた第3世代のホッパー型改造人間Version 3」という意味になっている。そのため、公式設定ではトンボがモチーフとされているが敢えてそれを意識せず、「1号・2号からショッカーライダーを経てV3に至る」という系譜を想定したデザインになっている。ホッパーとは1号および2号のショッカー内でのコードネームを指す（前作を参照）。カラーリングは基本的に往年のV3に準じるが、全体的に原作より暗めのダークトーンになっており、また襟とマフラーが緑に、グローブが濃い金色（ショッカーライダーの物と同じグローブ）になっている。ベルトには原作と同様にV3ホッパーが装備されているが、劇中未使用のため機能は不明。劇中明確な「V3」の呼称はなく、1号、2号より強力な改造人間という扱いである。
本郷と初めて対峙した際、配下のチェーンソーリザードとショッカーライダーと共に劣勢に追い込み、圧倒的強さを印象付けた。しかし中盤で打倒1号・2号を豪語するも、琴美から妹の一件を聞かされ心が揺らぐ。やがて自身を改造したナノロボットが、妹の身を冒したことを知り、ショッカーへの不信感と恐怖心を募らせる。ナノロボットを日本中に散布するというショッカーに一人立ち向かう本郷を止めるよう一文字に頼むも、その一文字もまた本郷と共にショッカーに攻勢をとってしまう。そして自身もまたショッカーに反旗を翻し、1号・2号と共にショッカーに立ち向かう。多勢に無勢の1号、2号であったが、V3の加入により形勢が逆転した。
なお、V3はナノロボットに改造された改造人間であるため、リジェクションによる拒絶反応が起こらず、傷を負っても軽微なものであれば瞬時に修復される。
- 原色を取り入れたオリジナルは、大人をターゲットにした本作品では違和感が生じてしまうことから、グローブはショッカーライダーと共通のもの、スーツ本体は黒に近いグリーン、もしくはグリーンがかったブラックと指定されている[28]。アンテナの位置や角度も、1号と2号との共通性を持たせるため、同じ位置と角度に変更している[28]。

### 必殺技
V3キック
ダブルライダーの必殺技ライダーキックを継承した蹴り技。上空で前転し、急降下して相手を蹴る。しかしデストロン怪人には決め技となることは少なかった。そのため、立花藤兵衛との特訓で新たなキック技を開発する（後述するマッハキックやビッグスカイキックなど）ことや、V3反転キック・V3きりもみキック・V3フル回転キックなど、空中でアクションを加えてキックの威力を増幅させることで、多くの怪人や悪の組織と戦っている。
『THE NEXT』の場合は前転せず、ジャンプしてから急降下して放つ。破壊力は35トン。
強化キック
特訓によって強化されたV3キック。ワナゲクワガタをペトンガラスに打ち付け、ガラスを砕くと共に倒した。
V3回転キック
ジャンプの後、前方に3連続で高速回転してからひねりを加えたV3キックを放つ。キック時の落下スピードが速いのが特徴。ギロチンザウルスを倒した。
V3回転三段キック
空中で前方に3回転してから加速をつけた両足のV3キックを3連発で放つ。吸血マンモスを倒した。
PS2ゲーム『正義の系譜』ではV3の最強技として採用されている。
V3回転ダブルキック
ジャンプ後にきりもみ回転からきりもみキックを放ち、続けて空中反転後にもう一度キックする。風見家の志郎以外の一家全員を殺したハサミジャガーを倒し、家族の仇を取った。
V3きりもみキック（ライダー錐もみキック）
ハイジャンプの後、空中で錐揉み状に回転し、急降下して放つキック。レンズアリやカミソリヒトデなどの機械合成怪人を倒したほか、ハリフグアパッチ戦や強敵のサイタンク戦では前方1-2回転の後に錐揉み2回転から両足でキックしたほか、シーラカンスキッド戦では「必殺きりもみキック」としてスローの錐揉み3回転から蹴って倒した。
V3きりもみ反転キック
V3きりもみキックとV3反転キックの合体技。ドクトルGが変身したカニレーザーに致命傷を与えた。
V3三段キック
空中で月面宙返り→錐揉み回転をしてからのドロップキックを反転を利かせて2度放ち、最後にもう一度反転から月面宙返りをしてV3キックに移行する。オニヒトデを倒した。
V3スカイキック
空中前方回転、後方宙返りの後、両足キックを放つ。バショウガンを倒した。
V3反転キック
飛び蹴りを放った反動で体を反転させ、キックを再び打ち込む。
V3ダブル反転キック
ネオショッカー怪人マントコングに使用。V3反転キックの派生技であり、V3キックの後に反転する際、左右にそれぞれ、円を描くように反転して蹴り込む。マントコングの怪力と強靭な肉体を計算し、エアープレーンスピンに酷似した投げ技を受け、この勢いを利用して放った。
V3必殺キック
48話において使用。デストロン首領に仕掛けるものの、まだ首領への信頼が消えず盾になったライダーマンに命中した。
後年のゲームソフト『ヒーロー戦記 プロジェクト オリュンポス』ではV3の最強技として扱われている。
V3フライングキック
怪人を上空で掴み、正面から両足キックを放つ。ドクロイノシシを倒した。
V3フル回転キック（V3回転フルキック）
ジャンプの後、前方に3連続で回転することで勢いを付け、さらに両足で放つことで威力を増幅させたV3キック。キバ一族との闘い以降フル回転キックに統一。蹴り方も右足のみで蹴るようになる。デストロン最後の怪人・ザリガーナに致命傷を負わせている。
V3フルキック
サイタンク戦で使ったV3回転キックを両足で放つ技だが、サイタンク自体には通用しなかった。
『仮面ライダー (スカイライダー)』ゲスト出演時にも使用されたが名称はV3ダブルキックに変更されていた。
V3マッハキック
死人コウモリ対策で編み出された技。死人コウモリの技・V3キラーの衝撃の反動でそのまま相手に返すキック。死人コウモリの翼を折り致命傷を与えたが、後にサイタンク戦ではジャンプした後に放ったが破られている。
ビッグスカイキック
下記のビッグスカイパンチに続いて連続で放つキック。火焔コンドルを倒した。

V3ダブルアタック
相手を肩で担ぎ上げ飛行機投げで敵を投げ飛ばし、とどめに「V3キック」を放つ。
V3パンチ
V3の基本的なパンチ技。カマクビガメ戦では、この呼称で肘鉄を使用していた。
V3脱出パンチ
カマクビガメによって体内に飲み込まれたV3が放ったV3パンチ。このままカマクビガメを真っ二つにしつつ脱出。その際にカマクビガメは爆死した。
V3トリプルパンチ
その名の通り空中前方回転をした後、3連続で放つV3パンチ。木霊ムササビを倒した技だが、3発目の効果音が寺の鐘の音になっているのが特徴。
V3反転パンチ
V3キックの後で反転し、空中でV3パンチに切り替えて殴る。技名は本編では言わなかった。
ビッグスカイパンチ
空中でハリケーンを踏み台にして超高度から放つ空中戦が得意なツバサ軍団対策用パンチ。火焔コンドル戦で使用した。
V3チョップ
ライダー1号と同様の、強力な手刀打ち。機械合成怪人であるデストロン怪人に対しては、V3は1号以上にチョップを多用した。
V3電熱チョップ
右手にエネルギーを集中して放つ、強力なチョップ。ジシャクイノシシのスーパージシャクを破壊した。
V3きりもみチョップ
錐揉み回転をしながらのジャンプをした後、敵にチョップを繰り出す。キバ一族のユキオオカミにとどめを刺した。
ボディアタック
プロレスのフライングボディアタックと同様の技。カメラモスキートを倒した。
V3ドリラー
体をドリルのように高速で回転し、地中を掘り進む。
空中四の字固め
『仮面ライダー (スカイライダー)』でネオショッカー怪人マントコングに使用。怪人の怪力を押さえ込むために空中まで投げ飛ばし、宙に浮いた際に相手の足を四の字で組み、その直後地面に落下させ締め付ける痛みと衝撃を与える。
カセットアーム

本来は結城＝ライダーマンの武器（義手）だが、結城との関係上、派生作品でV3や風見志郎の武器として使用することがある。
『仮面ライダーSPIRITS』では、第3部中盤から、変身不能となった時の戦力不足を補うため、結城から託された。風見の場合は義手としてではなく、道具として利用している。
マシンガンアーム
『KIKAIDER00』では、「太陽が3つある平行世界」のV3の武器として登場。
『仮面ライダーSPIRITS』では、変身不能となった風見の武器として使用。
ネットアーム
『仮面ライダーSPIRITS』でスパーク回収時に使用された。

### V3 26の秘密
1. ダブルタイフーン[32] - 右の風車・2号タイフーンに1号の「技」、左の風車・3号タイフーンに2号の「力」が秘められている[41]。V3にエネルギーを供給し、逆回転させることでエネルギーを放出させることも可能（後述）。高速で回転させることで、エネルギーを放出させるV3パワー[39]や、フル回転させることで全エネルギーを放出するV3全エネルギー開放[39]という技で、特殊金属粉末を払った。また、Wライダーから送られた一種のエネルギー吸収装置[42]であるメダルを装着することでエネルギーを充填させる。タイフーンの真ん中にあるDポイントを破壊されると死んでしまう[43]。
2. 超触覚アンテナ[4] - これを介して1号・2号とテレパシーで交信する[4]。また、V3ホッパーからの映像や情報を受信する。妨害電波を発することも可能[4]。
3. V3ホッパー[32][44] - 500メートル上空から10キロメートル四方を観測できる小型偵察装置[45]。普段はベルトの左側に装備しており、使用する際に本体を手で持って打ち上げ、フィンを旋回させることでV3への映像や情報をCアイに送信[46]、怪人の追跡などを行う。すがやみつるの漫画版では武器としても使用。
4. ライダー遠心キック[32][注釈 13] - 上空を大きく旋回した遠心力をエネルギーにして複数の敵にキックを放つ技。
5. 特殊強化筋肉[44] - マシンガンの銃弾すら弾く特殊合成繊維製の人工筋肉[42]。
6. V3スクリューキック[32][44] - ジャンプした後、前方に3連続高速横回転[42]してからキックを放って反転し、さらに体をきりもみ状に3回転してからもう一度キックをする。本編のナレーションによると「加速度によって相手に必殺のダメージを与える」とのこと。
7. 特殊スプリング筋肉[44] - 肩部のあらゆる衝撃を吸収する特殊筋肉で強度は特殊強化筋肉の10倍。
8. V3ドリルアタック[32][44] - ドリル状に回転しながら敵に体当たりする技。
9. Oシグナル[44] - 1号・2号と同様の改造人間探知装置で、単体での効果範囲は2キロメートル[44]。波長を変えることで既製の発信機の電波を傍受することが可能[3]。少年ライダー隊のペンダントと連絡する[47]。
10. レッドランプパワー[44] - フル回転させたダブルタイフーン[48]のレッドランプが点滅すると一定の期間、エネルギーを倍増させる。熱線をはね返す機能もある。
11. V3バリヤー[44] - 全身の表面に体内エネルギーを変換して光の壁を作り、100万ボルトの電流にも耐えられる[48]。
12. V3反転キック[32][44] - 60メートルの高さからキックを放った後、その反動で飛び上がって反転して同じ部分を蹴る[49][36]二段キック[注釈 14]。メイン必殺技として多用された。
13. 逆ダブルタイフーン[32][44] - 逆タイフーンとも呼ばれる[50]。ダブルタイフーンを逆回転させることで、全エネルギーを放出し、爆風に似た強風を発生させ、窮地を脱する[44]。ただし、「4つの弱点」のひとつであり、諸刃の剣となる。また使用後は3時間変身不能となるが、第24話や第37話で使用した際には、パワーを制御していたため、著しいエネルギー消費はなかった[51]。
14. レッドボーンパワー[44] - 胸のレッドボーンにエネルギーを集中させ、体当たりを繰り出す技。
15. クロスハンド[注釈 15] - 手を交差させることで起動する細胞強化装置[44][注釈 16]。一時的に体の細胞を鉄よりも硬くする[35]。
16. 空気ボンベ[4] - 胸に内蔵されている圧縮ボンベ。中に空気を溜め、水中での呼吸が可能[42]。連続使用時間は3時間[4]。
17. スクランブルホッパー[4] - ホッパーに装着された一般市民援護用緊急音響兵器。円盤の辺縁部に装着された、オレンジ色の特殊パイプ[45][36]を振り回すことでデストロン怪人や戦闘員を攪乱させる特殊高周波を発生させる。少年仮面ライダー隊員に配布された。
18. エナージコンバーター[4] - 1号・2号と同様のエネルギー貯蔵装置。1基で1号・2号の2基分の性能を持つ。
19. プロペラチョップ[4] - 両手をプロペラ状に高速回転させ、敵にチョップをする技[4]。
20. エレクトロアイ[4] - 壁を透視する電磁アイ。1号2号のCアイ（キャットアイ）より性能が向上されており、微かな光や熱を感知し、敵の足跡などを探知する機能を持つ[4]。複眼＝Cアイに搭載された機能とする説と、Cアイの下にある黒い部分とする説[53]がある。
21. マトリックアイ[4] - 複眼の一つ一つが異なる効果のレントゲン装置[42][36]として働き、敵の身体を透視し、弱点を調べる[4]。
22. フリーザーショット[4] - 触角から出す冷凍光線。全身からマイナス273度の冷気を放つとする説[54]や周囲の熱を吸収して相手を凍らせる[4]とするものがある。
23. グライディングマフラー[4] - 2本のマフラー[4][注釈 17]を補助翼のようにして襟の安定翼とともに長く伸ばし[56]、羽根のように使用し、滑空する[4]。
24. V3サンダー[4] - 超触角アンテナから放出する100万ボルトの稲妻[4]。
25. レッドボーンリング[4] - レッドボーンにエネルギーを集中し膨張させ、全身をタイヤ状に変形させて敵に体当たりする技[4][注釈 18]。
26. 火柱キック（）[4] - 脚に内蔵された超小型原子炉によって脚部を赤熱させてキックする超必殺技。『仮面ライダーSPIRITS』でV3火柱キックとして使用された際に技の詳細が描写され[注釈 19]、四国にて大首領JUDO復活阻止のために初使用し、『新 仮面ライダーSPIRITS』の最終決戦では、ライダーマンのオペレーションアームによる補助と制御を受けた「帰ってきた仮面ライダーV3」の状態でJUDOに放った。

これらは児童誌などの設定によるものもあり、本編未使用の能力も少なくない。

### 合体技
ライダートリプルパワー
仮面ライダー1号・仮面ライダー2号との合体技。『仮面ライダーV3』第34話で登場。
ダブルライダーが運転する2台のサイクロンの後部に立ち、右手を2号の左肩、左手を1号の右肩に置き、エネルギーを集中させながら突撃する。原始タイガーに使用。
Xライダースーパーファイブキック
仮面ライダー1号・仮面ライダー2号・ライダーマン・仮面ライダーXとの合体技。劇場版『五人ライダー対キングダーク』で登場。
仮面ライダーXに4人が回転を加え、キックを補助する。
回転キック
ライダーマン・仮面ライダーXとの合体技。劇場版『仮面ライダースーパー1』で登場。
ライダーキックを3人が同じタイミングで放ち、複数の敵を掃討する。
ライダーシンドローム
『10号誕生!仮面ライダー全員集合!!』で使用。

トリプルキック
仮面ライダースーパー1・仮面ライダーBLACKとの合体技。劇場版『仮面ライダーディケイド』で登場。
ライダーキックを3人が同じタイミングで放ち、複数の敵を掃討する。
ライダーサザンクロスキック
ライダーマン・仮面ライダーX・仮面ライダーZXとの合体技。漫画『仮面ライダー11戦記』で登場。
ライダーマンと仮面ライダーZXが敵の動きを封じ、ライダーキックを4人が同じタイミングで四方から放つ。

## 風見志郎
1950年5月5日生まれ、東京都練馬区の出身。身長180センチメートル、体重78キログラム。家族構成は自動車修理工場を経営する父・達治、母・綾、妹・雪子。城南大学・生物学部の学生であり、本郷猛（仮面ライダー1号）の後輩で、生化学研究室で細菌の研究をしていた。ヨットやサッカーなどのスポーツが得意で、器械体操では「マットの白い豹」という異名を持ち、またモトクロスの全日本選手権で優勝した実績があり、猛に並びバイクの国際A級のライセンスを持つほどのライディングテクニックを持ち、空手3段、柔道2段、剣道初段の実力を持つ。仮面ライダー1号・2号から蘇生改造手術を受け、仮面ライダーV3となった。当初は家族を惨殺したデストロンへの復讐として戦っていたが、ダブルライダーの自己犠牲を目撃し、人類の平和のために戦う。
本来は陽気な青年で周囲にも明るく接するが、改造人間の宿命や自分以外に不幸になる人を増やしたくないと考え、自分に思いを寄せる珠純子には冷たく接するなど、他人と距離を置こうとする態度もしばしば見せた。しかし、戦いの中で人間的成長を見せ、結城丈二（ライダーマン）が復讐心を捨てて正義の戦士となるに際しても、大きな役割を果たす。少年仮面ライダー隊の子供たちに対しても、良き兄貴分として接していた。家族を殺された身である設定を生かし、親のいない子供やデストロンによって親と離れ離れになってしまった子供への強い思い入れを描いたエピソードが散見される（『V3』第38話や第39話など）。ハーモニカが得意で、雪子との思い出がある「埴生の宿」や「赤とんぼ」を好む。
演技
風見志郎を演じた宮内洋は積極的にアクションに挑戦しており、前作『仮面ライダー』では素面とスーツの割合が4:6であったものを『V3』では7:3に逆転させている。宮内は打ち合わせにも参加し、脚本でV3が台詞を言う場面を風見の台詞に変えるよう、要望を出している。

衣裳
撮影当初、宮内は映画『女番長』やドラマ『キイハンター』への出演のため、第2回撮影時には髪を短くしていたが、当時は長い髪が好まれていたヒーロー作品の主人公であったため、制作スタッフ側からカツラを被ってほしいと要求された。そのため、撮影開始から3か月後の第12話までかつらを着用していた。かつらの着用時はヘルメットの着脱シーンなどでカットを分ける必要があるため、カットのつながりへの配慮から同じジャンパー姿が多かった。
かつらを着用しなくなってからは衣裳が変化するようになり、後半では紺のワイシャツ・白のベスト・白のパンツという姿が多くなる。

制作関連
企画段階では、隼四郎や真崎四郎などの名前が検討されていた。
宮内以外の候補には、同作でライダーマン / 結城丈二を演じた山口暁、佐藤仁哉がいた。

### 映画『仮面ライダー THE NEXT』の風見志郎
ホッパー・Version 3＝仮面ライダーV3に変身する男。IT企業「エクサストリーム」を立ち上げてトップ企業に押し上げ、若くして時代の寵児に上り詰めた青年だったが、2カ月前に発生したエクサストリームの社員失踪事件の直後から社会との関わりを絶って別荘に篭り、ワインのデカンタージュに興じるなど退廃的な日々を過ごしていた。
実は失踪事件はシザーズジャガー率いるショッカーの実験によるものであり、無差別テロ同様のナノロボット散布実験に適合して生き残り、強靭な新型改造人間となった。そして裏切り者の本郷猛と一文字隼人を抹殺する命を受け、本郷たちと敵対。初戦では「年代物のワインが若かったから」という私的な理由をつけて本郷に襲いかかり、自身の正体＝V3であることを明かした。
若くして一流IT企業の社長になったエリートである。他人に対しての物腰、言葉遣いは丁寧で、常に冷静に振舞う。一人称は「私」。
『仮面ライダー THE FIRST』の一文字と同じく、自分が生き残る道はショッカーに従属することを悟っていた。改造によって与えられた強大な能力に心酔し、疑いを持っていなかったが、琴美の訴えによって最愛の妹であるちはるの身に何かが起こったことを知り、徐々にその心は揺らいでいくことになる。後日、久々の再会も兼ねてちはるの楽屋を訪れ、彼女が以前彼に送ってきた好きなブランドの時計を“プレゼント”と称して渡すという冗談半分のカマをかけるが、素直に贈り物と思い込んで受け取ろうとしたChiharu（表舞台に立っていた谷口由加里）の言動から別人であることに気付き、動揺する。そして偽のChiharuから、ちはるに起こった悲劇を聞くにおよび、居合わせた琴美や本郷と共に大きなショックを受ける。その時、ちはるの時計が突如として不可解な動きを見せたことで、それが翌日に予定されたショッカーの大規模なナノロボットの輸送および日本全国への散布作戦を表していることに気付くが、組織の強大さに恐れを抱き、阻止を説く本郷についていくことはできなかった。本郷の身を案じ、酒場で飲んでいた一文字に本郷を止めるよう要請するが、一文字は迷うことなく本郷の加勢に飛び出し、残された彼は苦悩する。
作戦決行当日、ショッカーの基地であるレストランで、本郷と一文字は数に勝る怪人たちに抑え込まれ、彼らの命も風前の灯火であったが、ちはるが遺した「ショッカーの野望を止めて」という思いに応えるために本郷たちに加勢、戦況は逆転した。戦闘員、ショッカーライダーを蹴散らすと、かつての自分の秘書であり、純粋にショッカーに仕えているチェーンソーリザードをV3反転キックで倒し、ナノロボットの散布計画を阻止した。だがその直後、醜悪な怪物と化したちはるが目の前に現れる。変わり果てた妹の姿にショックを隠せない風見だったが、ちはるの悲痛な最期の希望を受け入れ、最愛の妹をその手にかけた。
炎上する現場で立ち竦み、妹の後を追おうとするが、1号・2号に救出され、本郷たちのようにショッカーと戦っていくことを決意した。

## 登場作品

### テレビシリーズ

#### 『仮面ライダーV3』
立花藤兵衛のもとでオートレーサーを目指していた矢先にデストロンの犯行を偶然目撃し、口封じのために何度も命を狙われたうえ、自分同様にデストロンの犯行を偶然目撃した珠純子を自宅に匿ったことから、デストロンの怪人ハサミジャガーによって両親と妹を目の前で殺害される。仮面ライダー1号に変身する本郷を目撃したことから、両親と妹の復讐のために改造人間にしてほしいとダブルライダーに志願するが、一度は断られる。しかし、デストロンのアジトに潜入して罠に落ちたダブルライダーを救おうとした際、浴びてしまった改造人間分解光線によって瀕死の重傷を負ったため、ダブルライダーから緊急改造手術を施されて仮面ライダーV3として蘇る。
東京爆破を阻止するも消息不明となったダブルライダーに代わってデストロンと戦い、やがて生還したダブルライダーやライダーマンの助けもあってデストロンを壊滅させる。戦い終えた後は誰にも会わず、バイクに乗って走り去っていった。

#### 『仮面ライダーX』
第27・28話、第33・34話、劇場版『五人ライダー対キングダーク』に登場。
第5話では回想として、第9話では本郷（1号ライダー）や一文字隼人（仮面ライダー2号）ともども名前のみ登場。
藤兵衛が講談で語る歴代仮面ライダーの回想を聞きに来て、神敬介と出会う。クモナポレオンに敗れたXライダーにマーキュリー回路を組み込む強化改造を施した。この際、敬介に自身の血液を輸血したため、通常の戦闘能力が発揮できずクモナポレオンに遅れを取ってしまう。
劇場版ではモスクワから帰国。

#### 『仮面ライダーストロンガー』
第35話、第37話、第39話（最終回）、テレビスペシャル『全員集合!7人の仮面ライダー!!』に登場。今作からシリーズごとに変身音が異なるようになった（1号を除くほかのライダーも同様）。
歴代ライダーの中で最初に登場し、第35話から合流。マシーン大元帥を追ってエジプトから空路で大阪国際空港に入り、マシーン大元帥の上陸した神戸港に向かった。上陸直後のマシーン大元帥と互角以上に渡り合い、必殺のV3キックで敗走させ、ヘビ女に電気パワーを吸収されて窮地に陥っていたストロンガーを助けた。
第37話では、互いを知らずに対立状態になっていたストロンガーとライダーマンの仲裁役に回った。その後、ライダーマンと富士ダム破壊の阻止に向かった際、地震発生装置の地割れに落ちて彼とともに捕まってしまうが、Xライダーとアマゾンに救われて戦線復帰した。

#### 『仮面ライダー (スカイライダー)』から『仮面ライダーBLACK RX』
『仮面ライダー (スカイライダー)』
第23話、第27・28話、第34・35話、第54話（最終回）、劇場版『仮面ライダー 8人ライダーVS銀河王』に登場。
第23話ではスカイライダーとともにムササベーダー兄弟と戦った。第27・28話と劇場版では7人ライダー揃って帰国し、第27・28話でヒルビランや怪人II世部隊と戦ったほか、スカイライダーを特訓した。特訓時にはリーダーとして指揮を執っている。劇場版の終盤で銀河王の基地が爆発する前にスカイライダーやレミたちを誘導した。
第34・35話ではタコギャングを追ってボルネオから帰国し、マントコングとの前哨戦でV3キック、V3チョップ、V3ダブルキック、新技空中四の字固めを披露し、やはり新技であるV3ダブル反転キックでマントコングを倒した。宮内が得意とする、バイク走行中に手放しで行う変身も披露された。
第54話ではギリシャから帰国し、他のライダーとともに大首領との最終決戦に臨んだ。大首領を宇宙空間で倒したが、宇宙の果てに散った。
『仮面ライダースーパー1』
劇場版にのみ登場。人工衛星を利用して地球に帰還し、ドグマ復讐兵団に苦戦する仮面ライダースーパー1を救出。
『仮面ライダーZX』
テレビスペシャルに登場。素顔での登場はこれが最後となった。結城や沖と共に、復讐のために戦う良に、自分たちの戦いや正義の戦士としての道を示す。
『仮面ライダーBLACK RX』
第41話から第47話（最終回）に登場。ロシアを拠点に東ヨーロッパでクライシス帝国と戦っていた。クライシスの日本総攻撃に備え、1号ライダーがアメリカのアリゾナに設置したアジトに集結。訓練を行った後、日本に帰国。1号・2号の不在時には代わってリーダーシップを執っていた。ジャークミドラとの戦闘時にXライダーとアマゾンライダーに指揮をとり、ライダーマンとともにジャークミドラと戦った。

### 平成仮面ライダーシリーズ
映画『劇場版 仮面ライダーディケイド オールライダー対大ショッカー』
ライダー同士のバトルトーナメントで、スーパー1・BLACKとともに、ディケイドなどと戦う。
映画『オーズ・電王・オールライダー レッツゴー仮面ライダー』
一度歴史から消えていたが、1号・2号が洗脳から解けた歴史では歴代ライダーとともに復活する。
映画『仮面ライダー×仮面ライダー フォーゼ&オーズ MOVIE大戦MEGA MAX』
財団Xのレム・カンナギによって、生命体を物質化する特殊な装置でアストロスイッチに変換される。クレイドール・ドーパントのダミー怪人と戦う。
超バトルDVD『仮面ライダーフォーゼ 超バトルDVD 友情のロケットドリルステイツ』
映画『フォーゼ&オーズ』の設定を継承した作品。写真のみ登場。
映画『仮面ライダー×仮面ライダー ウィザード&フォーゼ MOVIE大戦アルティメイタム』
映画『フォーゼ&オーズ』の設定を継承した作品。宇宙ライダー部の部室に名前のみ登場。
映画『仮面ライダー×スーパー戦隊 スーパーヒーロー大戦』
ゴーカイレッドによって時空の狭間に消されたが、のちに復活して他のスーパーヒーローたちとともに大ショッカー、大ザンギャックと戦った。
映画『仮面ライダー×スーパー戦隊×宇宙刑事 スーパーヒーロー大戦Z』
最終決戦時のみ登場。
映画『平成ライダー対昭和ライダー 仮面ライダー大戦 feat.スーパー戦隊』
1号、2号、ライダーマン、X、アマゾン、BLACKと共に登場。平成ライダーとの最終決戦では、仮面ライダーWや仮面ライダーキバと戦った。
テレビスペシャル『烈車戦隊トッキュウジャーVS仮面ライダー鎧武 春休み合体スペシャル』
『仮面ライダー大戦』の前日譚。1号、2号と共に仮面ライダーフィフティーンの前に現れる。
映画『スーパーヒーロー大戦GP 仮面ライダー3号』
ショッカーの歴史改変の影響でショッカーライダーとなっており、同じ3号の称号を持つ仮面ライダー3号と仮面ライダードライブを襲撃する。
映画『仮面ライダー×スーパー戦隊 超スーパーヒーロー大戦』
直接の登場はないが、仮面ライダーワイルドカリス・仮面ライダーザビーと共にチーム昆虫に名を連ねている。

### 漫画作品
漫画『仮面ライダー11戦記』
それまでの怪人たちを強化再生させた組織ガイストとの戦いに身を投じる。
漫画『仮面ライダーSPIRITS』『新仮面ライダーSPIRITS』
第1部第四話にて、エジプトで行方不明になった発掘調査隊を調査していた。第五話でのV3マッハキックは、1号のライダーきりもみシュート同様に新解釈がされており、ハリケーンとの連携技となっている。結城とは気心が知れた仲であることが強調されている。
テレビ版では本郷同様に陽気で熱血漢な部分もあったが、本作品ではクールかつストイックな性格が強調されている。特に境遇が似ている良には厳しく接し、改造人間として生きる意味や仮面ライダーとして戦う覚悟などを、たびたび問いかけている。
第2部第三話では、暗闇大使によって金縛りにされた1号・2号を間一髪のところで救出する。第二十一話では、復讐心に駆られて我を忘れたZXと対決し、互いの必殺キックをぶつけ合って大ダメージを負う。この時点では良のことを同じ仮面ライダーとして認めず、仲間に加えることも拒否するが、滝やルミの言葉、良の中にある復讐心以外の「戦う理由」を垣間見たことから、しばらく様子を見る。
第3部では孤立した四国でサザンクロスと戦い、ダブルタイフーンの左側を損傷する。四国全域を覆う特殊な電磁場によって本来の力を出せずに焦るZXに、再び仮面ライダーとはどういったものかを語って再起するきっかけを与え、不完全なダブルタイフーンと癒えない傷を抱えながらも、高知で再生デストロンの機械合成怪人軍団及びドクトルGを撃破。その後、特訓で新たな技を習得して駆けつけたZXが単独でキバ男爵・ツバサ大僧正・ヨロイ元帥ら三幹部を撃破する姿を見届け、ZXの成長に目を細めると同時に10人目の仮面ライダーとして認める。
良のことを含む後事を結城に任せ、自らは姿を見せたJUDOに相打ち覚悟の全力攻撃を敢行するも死なずに済んだが、その反動で変身不能に陥る大ダメージを負ってしまう。しかし、JUDOに痛打を与えて四国を開放することには成功する。その後は結城に託されたカセットアームを頼りに静岡へ移動し、再生ブラックサタンとの戦いで苦戦気味の茂を援護する。再生ブラックサタンを鎮圧した後は1号・2号と合流すべく茂とともに東京へ移動し、隊長ブランクと対峙するストロンガーを援護するが、本郷たちと合流できない現状に苦戦し、戦闘員との戦闘中にはぐれた先でシゲルや純子と再会し、石倉育英会の姉ちゃん先生たちと合流する。
変身できないまま暗黒大将軍 / ジェットコンドルに苦戦していたところ、駆けつけた1号・2号からタイフーンを経てダブルタイフーンへエネルギーを与えられ、変身する。その状態は体色は青、体の一部がスケルトン化した姿（不完全な変身）で力と怒りを抑えられない一種のバーサーカー状態という、ZXのプロトタイプとして大首領との同調を果たし、ジェットコンドルを破壊してゆく。その後、ジェットコンドルの完全死をZXに告げられて変身を解き、本郷と一文字から治療手術を施されて復帰する。

### 小説作品
小説『仮面ライダーEVE-MASKED RIDER GAIA-』
復活したショッカーと戦うため、他のライダーとともに日本に駆けつける。
小説『KIKAIDER00』
「太陽が3つある平行世界」のV3が登場。死に場所を求め、迷い込んだキカイダー00と戦う。
小説作品『S.I.C. HERO SAGA』
「MASKED RIDER V3 & RIDERMAN EDITION -RIDERMAN ANOTHER AFTER-」
『仮面ライダーV3』の後日譚。1号や2号とともに、ライダーマンの改造人間としての初戦を見守る。
「MASKED RIDER X EDITION -ゼウスの息子-」
『仮面ライダーX』の後日談。タイガーネロとの戦いの後、キングダークの最終決戦を前に敬介らと別行動していたが、実は呪博士の動向を探っていた。
「 MASKED RIDER DEN-O EDITION -1971年4月3日-」
仮面ライダー電王や本郷猛を救うため、岩石大首領を倒した直後の時代（『ストロンガー』最終回直後）から1971年に連れてこられる。

### その他の作品
映画『ジャッカー電撃隊VSゴレンジャー』
ヨーロッパで鉄面男爵と戦っていたという設定で写真のみ登場。写真とBGMが使われた。宮内洋が番場壮吉 / ビッグワン役およびアオレンジャー役で出演しているが、V3は演じていない。
『仮面ライダーSD』
作品によって設定が異なる。『仮面ライダーSD 疾風伝説』では、主人公として描かれ、様々な敵と死闘を繰り返していく。『仮面ライダーSD マイティライダーズ』では、主要キャラクターとして描かれ、女性に甘いなどの弱点が描かれている。

## ハリケーン

### テレビシリーズのハリケーン
V3の専用オートバイ。志郎が常用するオートバイが、V3への変身に伴って高性能オートバイに変形する。ライダー1号が新サイクロン号を元に設計し、2号が部品を集めて開発したもので、元来はダブルライダーが自分たちで使う予定だったが、V3が誕生したために譲ることになったとされる。第2話で初登場した。原子力エンジンを搭載している。
フロントカウルの空中滑空用の伸縮式の二段式のグライディング用ウイングの下にロケットブースターが装着され、10時間以上の推進飛行が可能。オフロードの機動性も高く、地上戦でも威力を発揮した。フロントカウル前部に仮面ライダーの変身ベルトと同じタイフーンを装備し、風力エネルギーを吸収しながら走行することが可能。風車の色はスピードに応じて、青から黄色、赤へと変化する。さらにV3の脳波と連動して変身前後問わず遠隔操作され、無人走行するハリケーン・オートコントロールが使用可能。新サイクロン号同様、緊急制動用にパラシュートを内蔵している。必殺技はハリケーンダッシュとハリケーンラストダッシュ。
風見の常用バイクはGT750。水冷2サイクル3気筒の大型車。
- ポピーの玩具の名称はハリケーン号。

撮影車両
撮影用のベースマシンはスズキのモトクロッサーTM250。400ccの車両をベースとしたものも存在する。前作のハスラー以上に軽量な車体で性能が高くなった。設計はスズキのデザイナー斉藤勝彦によるもの。デザインは石森章太郎のラフ画を元にまとめられた。
車両は、第2話から登場するカウリングの下部が黒いものと、第3話から使用されたカウリングの形状がやや異なり下部が白く塗装された2台を併用していた。第1回撮影会では制作が間に合わず新サイクロン号が代用され、完成直後の撮影会ではテール部分が白い塗装のみであった。展開時の翼はバルサ製。
企画段階では750ccをベース車とし、ミニチュア撮影も多用する案が存在した。
『V3』以降のシリーズに客演した際に、2回新規製作されている。1回目はスカイライダー登場時で、当時のスズキハスラー125が使用されている。2回目は展示イベント「仮面ライダーワールド」の展示用で、ヤマハセロー225を使用して製作されている。

### 『THE NEXT』のハリケーン
V3専用としてカスタムアップされたオートバイ。1号・2号のサイクロンが立花レーシング製なのに対し、こちらはショッカーの手によるものである。他の戦闘員をはるかに凌駕する身体能力を持つV3に合わせてチューンナップされたため、ショッカー戦闘員のオートバイはおろか、1号・2号のサイクロンをも上回る驚異的スペックを誇る。
撮影車両
ベース車はオフロードタイプの「HONDA XR250モタード」。ベース車が元々軽くて取り回しが良いため、空中体当たりなどといったバイクによる攻撃が容易に行える。アクションに適した軽量のもので、ベース車においては、1号のサイクロンとは約70キログラムもの重量差がある。ベース車のXR250モタードは通常マフラーは一本出しだが、この車両はヨシムラのマフラーでツインになっている。そのほか、フロントやサイドのカウルが新規に造形され、タイヤも大型化している。
2009年に製作されたテレビスペシャル『仮面ライダーG』では、主役仮面ライダーであるGの専用バイクとして流用されている。

## 仮面ライダーV3を演じた人物

### 俳優
宮内洋
- 『仮面ライダーV3』
- 『仮面ライダーV3対デストロン怪人』
- 『仮面ライダーX』
- 『仮面ライダーストロンガー』
- 『全員集合!7人の仮面ライダー!!』
- 『仮面ライダー (スカイライダー)』
- 『10号誕生!仮面ライダー全員集合!!』
- 『スーパーヒーロー作戦 ダイダルの野望』（CMのみ）

加藤和樹
- 『仮面ライダー THE NEXT』

### 声優
宮内洋
- 『五人ライダー対キングダーク』（ノンクレジット）
- 『仮面ライダースーパー1』（劇場版のみ）
- 『オーズ・電王・オールライダー レッツゴー仮面ライダー』
- 『仮面ライダーV3メモリアル』（ナレーター）
- 『仮面ライダーV3』
- 『仮面ライダー 正義の系譜』

田中亮一
- 『仮面ライダーSD』

田中大文
- 『劇場版 仮面ライダーディケイド オールライダー対大ショッカー』
- 『仮面ライダーディケイド オールライダー対しにがみ博士』
- 『仮面ライダー×仮面ライダー フォーゼ&オーズ MOVIE大戦MEGA MAX』
- 『仮面ライダー×スーパー戦隊 スーパーヒーロー大戦』
- 『劇場版 仮面ライダーウィザード in Magic Land』（ネットムービーのみ）
- 『仮面ライダーバトル ガンバライド』
- 『仮面ライダーバトル ガンバライジング』
- 『オール仮面ライダー ライダージェネレーション』シリーズ（オリジナル）
- 『仮面ライダー クライマックスヒーローズ』シリーズ
- 『仮面ライダー バトライド・ウォー』シリーズ
- 『仮面ライダー ストームヒーローズ』
- 『仮面ライダー シティウォーズ』

松本保典
- 『ネット版 オーズ・電王・オールライダー レッツゴー仮面ライダー 〜ガチで探せ！君だけのライダー48〜』

関智一
- 『平成ライダー対昭和ライダー 仮面ライダー大戦 feat.スーパー戦隊』（テレビスペシャルも含む）
- 『スーパーヒーロー大戦GP 仮面ライダー3号』

中井和哉
- 『CRぱちんこ仮面ライダー フルスロットル』
- 『ぱちんこ仮面ライダー轟音』

加藤和樹
- 『オール仮面ライダー ライダージェネレーション』シリーズ（THE NEXT）

### スーツアクター
中屋敷哲也
- 『仮面ライダーV3』第2話以降
- 『仮面ライダーX』第28話

中村祐
- 『仮面ライダーV3』第1・2話

河原崎洋央
- 『仮面ライダーV3』中屋敷哲也の代理
- 『仮面ライダーストロンガー』第39話

佐藤巧
- 『仮面ライダーV3』トランポリン

熊沢敏明
- 『仮面ライダーV3』オートバイスタント

高岩成二
- 『劇場版 仮面ライダーディケイド オールライダー対大ショッカー』

伊藤慎
- 『仮面ライダー THE NEXT』
- 『劇場版 仮面ライダーディケイド オールライダー対大ショッカー』『ネット版 仮面ライダーディケイド オールライダー超スピンオフ』

## 関連キャラクター
デストロンライダー
小説『S.I.C. HERO SAGA MASKED RIDER V3 & RIDERMAN EDITION -RIDERMAN ANOTHER AFTER-』に登場するキャラクター。ヨロイ元帥が変身した姿であり、V3の姿や一部の能力を模している。
ドラゴンフライアンデッド
テレビシリーズ『仮面ライダー剣』に登場するキャラクター。V3のモチーフであるトンボがデザインモチーフとなっており、V3の顔が胴体となっているほか、右腰にある筒などがV3へのオマージュとなっている。
仮面ライダーゼロスリー
Web配信作品『仮面ライダーアウトサイダーズ』に登場するキャラクター。V3がデザインモチーフとなっており、ポージングなどにもV3の要素が見られる。
同一人物とされたキャラクター
非公式作品ではあるが、長谷川裕一の著書『すごい科学で守ります!』シリーズ内では、宮内洋が演じた一部のキャラクターが同一キャラクターとして解説されている。